# Марка Німецької Південно-Західної Африки
Марка Німецької Південно-Західної Африки (нім. Deutsch-Südwestafrikanische Mark) — грошові знаки, які виготовлялися адміністрацією Німецької Південно-Західною Африкою та Віндгукською Торговою Компанією.

## Історія
Починаючи з 1884 і до 1901 років основною грошовою одиницею німецької Південно-Західної Африки був британський фунт стерлінгів. Водночас, починаючи з 1885 року в обігу знаходилася марка Німецької імперії. В 1893 році законодавчо був встановленим курс: 1 фунт стерлінгів дорівнював 20 маркам. Варто зазначити той факт, що у фунті стерлінгів золотого вмісту було 7,3224 грами, в той час коли в 20 марках золотого вмісту було 7,168 грами. Згідно закону Грешема «гірші гроші витісняють кращі». «Гірша» марка витіснила «кращий» фунт. З 1901 року грошовою одиницею Південно-Західної Африки повністю стала марка Німецької імперії. При цьому на територіях цієї колонії монети номіналами в 20 пфенігів та 5 марок (також союзний талер, що знаходилися в обігу в самій метрополії до 1907 року включно) не були законними грошовими засобами. Марка німецької імперії знаходилася в обігу до 1915 року. Демонетизація монет закінчилася лише в 1923 році. На початку Першої світової війни було прийняте рішення виготовляти банкноти (касові купони (нім. Kassenschein)) для колонії. У 1914 році в обігу з'явилися купюри номіналами в 5, 10, 20, 50 та 100 марок.

## Банкноти періоду 1914 року

5 марок, 1914 року (8 серпня 1914 року)
10 марок, 1914 року (8 серпня 1914 року)
20 марок, 1914 року (8 серпня 1914 року)
50 марок, 1914 року (8 серпня 1914 року)
100 марок, 1914 року (8 серпня 1914 року)